# Скіпетр

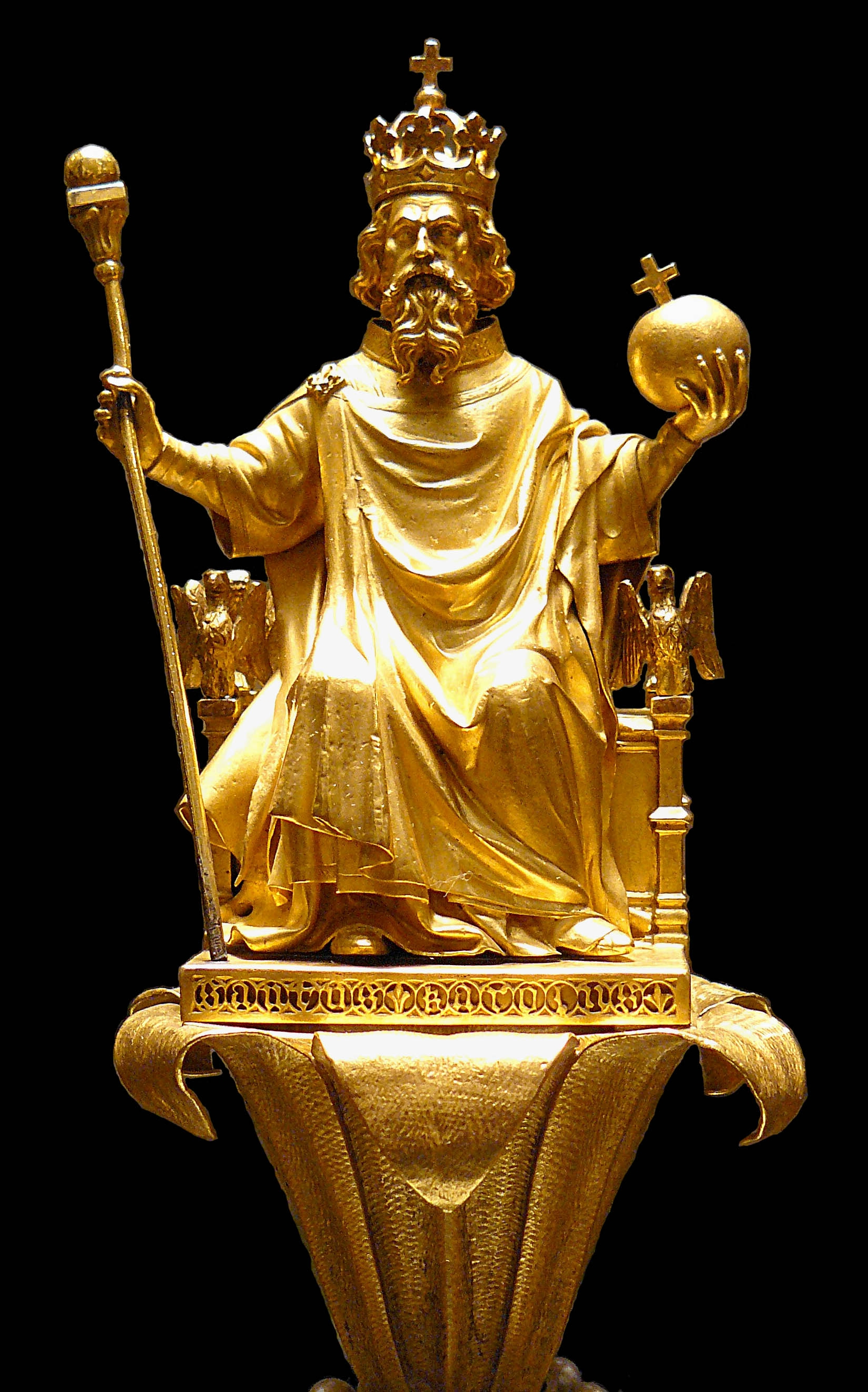

Скі́петр (дав.-гр. σκῆπτρον), бе́рло або жезло — оздоблена дорогоцінним камінням та різьбленням палиця, що є символом, знаком царської влади. Один з атрибутів, регалій, почесних знаків государя, володарського сану, верховної влад, застосовувався ще фараонами.
В Україні поширеним символом влади є булава.

## Етимологія
Слово скіпетр походить від дав.-гр. σκῆπτρον («паличка», «жезл»). Від його візантійської вимови («скі́птрон»), походить староцерк.-слов. скипьтръ, а від давньогрецької («ске́птрон») — лат. sceptrum.
Слово берло, яке іноді уживається до скіпетра як архаїзм, походить через посередництво пол. berło з чеськ. berla («костур», «скіпетр»); а воно, у свою чергу, сходить через давн.в-нім. ferala («дрючок») до лат. ferula («прут», «різка»).